# فرودگاه لس اپلاتورس
فرودگاه لس اپلاتورس (به انگلیسی: Les Eplatures Airport) یک فرودگاه همگانی است که یک باند فرود بله دارد و طول باند آن آسفالت متر است. این فرودگاه در شهر لشو دو فوند کشور سوئیس قرار دارد و در ارتفاع ۱۰۲۷ متری از سطح دریا واقع شده است.